# 東北棕熊
東北棕熊（學名：Ursus arctos lasiotus），又名烏蘇里棕熊、东北马熊，是棕熊的一個亞種，分佈于西伯利亞、朝鮮半島、中國東北和北海道，與堪察加棕熊相似，但毛色更黑、頭骨更長。其分佈于北海道的種群有時會單獨列為一個亞種，即日本棕熊（Ursus arctos yesoensis）。它是體型較大的棕熊之一，最大的東北棕熊個頭體重超過400公斤。

## 習性

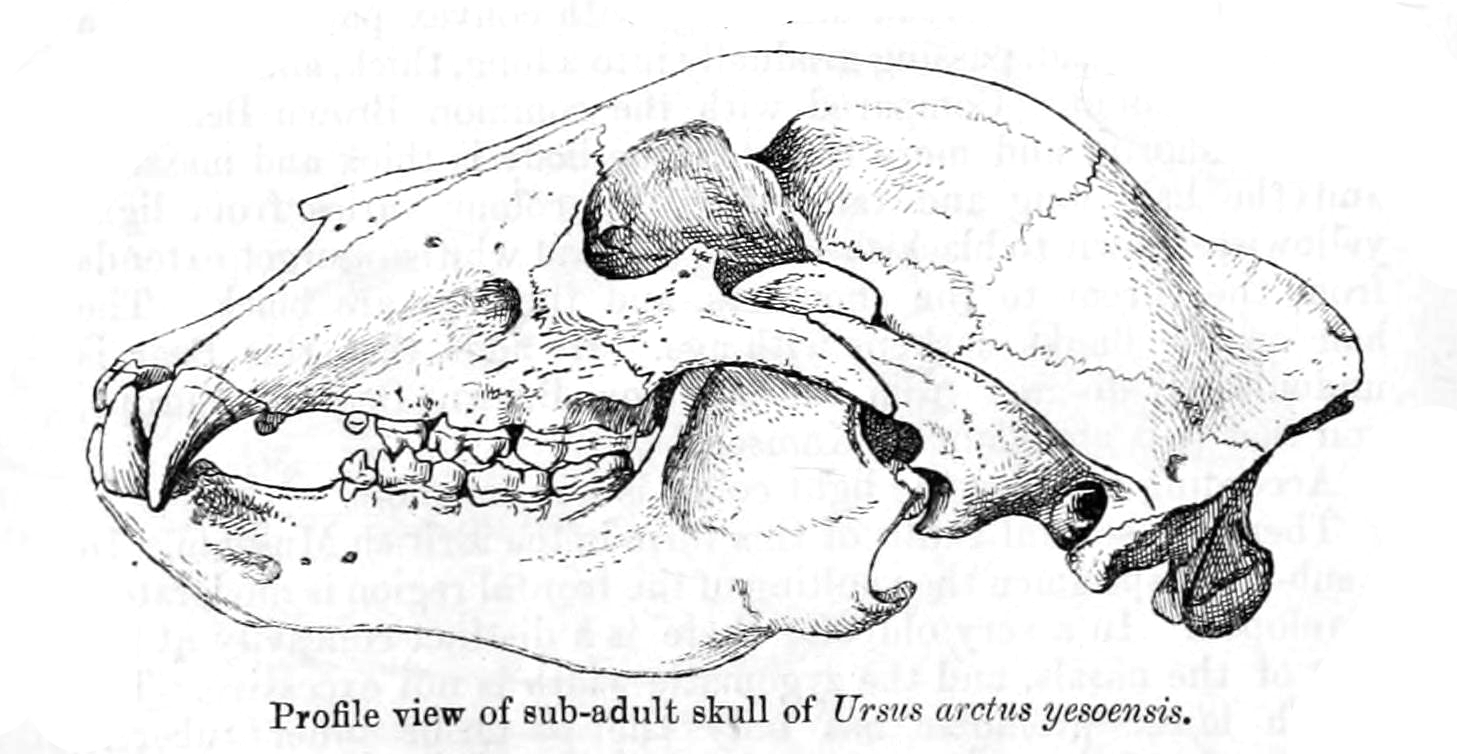
頭骨

東北棕熊食譜很雜，它以各類植物漿果、根莖、種子和小型、大型動物為食，甚至也吃螞蟻。東北棕熊為該地區的頂級掠食者除人類外幾乎沒有天敵，有時同為頂級掠食者的東北虎若找不到食物會試圖捕食東北棕熊，但這種情況很少出現。此外，東北虎捕食的一般是幼熊，但也有東北虎襲擊冬眠的成年東北棕熊的記錄。1944-1959年，俄羅斯遠東地區共錄下32起東北虎襲擊東北棕熊的案例。 
1915年12月，日本北海道發生三毛別棕熊襲擊事件，造成7人死亡、3人重傷，為日本史上最嚴重的野生動物攻擊事件。